# Скиф (спецподразделение ФСИН)
Отдел специального назначения «Скиф» (до 1998 года отряд специального назначения «Скиф») — спецподразделение Управления Федеральной службы исполнения наказаний России по Воронежской области.

## История
Отделы специального назначения ФСИН России появились в соответствии с распоряжением МВД СССР от 13 ноября 1990 года. В Воронежской области соответствующий отряд отсчитывает свою историю с 13 мая 1991 года, его первым командиром стал Владимир Кривобородов. Основной задачей подразделения в первые годы его существования была борьба против проявлений терроризма в местах лишения свободы. В 1995 году отряд отправился в свою первую командировку в Чечню, где участвовал в операциях против международных террористических группировок. В дальнейшем сотрудники отдела 18 раз отправлялись на Северный Кавказ, участвуя также в операциях в Кабардино-Балкарии и Дагестане.
В настоящее время отдел специального назначения «Скиф» борется против любых преступных проявлений на объектах уголовно-исполнительной системы и занимается пресечением незаконных действий со стороны лиц, заключённых под стражу (в том числе борьбой против бандитских группировок и подавлением беспорядков на территориях исправительных учреждений). Собственное название отдел получил за образцовое выполнение служебного долга.

## Личный состав
Для прохождения в личный состав ОСН «Скиф» кандидат должен не только обладать отменным здоровьем и соответствующими физическими навыками, но и быть психологически подготовленным для решения специальных задач. Отрядом в операциях используется разное стрелковое оружие и тяжёлая техника (вплоть до БТР).
36 сотрудников подразделения были удостоены государственных наград, 55 — отмечены ведомственными наградами разного уровня. Среди бойцов отряда есть кавалеры ордена Мужества и разных медалей — медали ордена «За заслуги перед Отечеством», медали Суворова, медали «За отвагу», медали Жукова и т.д. Некоторые бойцы награждены именным оружием; также бойцы получают боевые ножи за 10, 15 и 20 лет службы соответственно. К 2011 году 17 сотрудников были удостоены права ношения крапового берета.

### Известные бойцы
- Владимир Кривобородов, первый командир отряда[1].
- Сергей Антипов, инструктор-взрывник штурмового отделения. Погиб в Грозном 10 июля 2000 года, посмертно награждён орденом Мужества[1]. Именем Антипова был назван один из классов воронежской школы № 94, а также турнир по самбо[6].
- Юрий Косенко, командир отряда. Проходил срочную службу в пограничных войсках на афганской границе, позже служил в ОМОН. Кавалер ордена Мужества и медали ордена «За заслуги перед Отечеством». В 2000 году его отряд попал в засаду в Грозном, в ходе которой погиб его подчинённый Сергей Антипов[6].
- Сергей Цицилин, бывший заместитель начальника отдела. Пришёл в ряды «Скифа» в возрасте 24 лет и прослужил там 27 лет[5].
- Олег Карелин, подполковник внутренней службы, заместитель начальника отдела[6].